# 明愛向晴軒
明愛向晴軒（英語：Caritas Family Crisis Support Centre）是香港一個社會服務機構，由社會福利署於2001年委託香港明愛成立，於2002年3月28日全面投入服務，向晴軒是香港首間家庭危機支援中心，其服務主要是為個人及家庭提供24小時的家庭危機支援，協助服務對象及早預防家庭危機（包括家庭暴力）發生、提高處理危機的能力，減輕所帶來的創傷。

## 會址

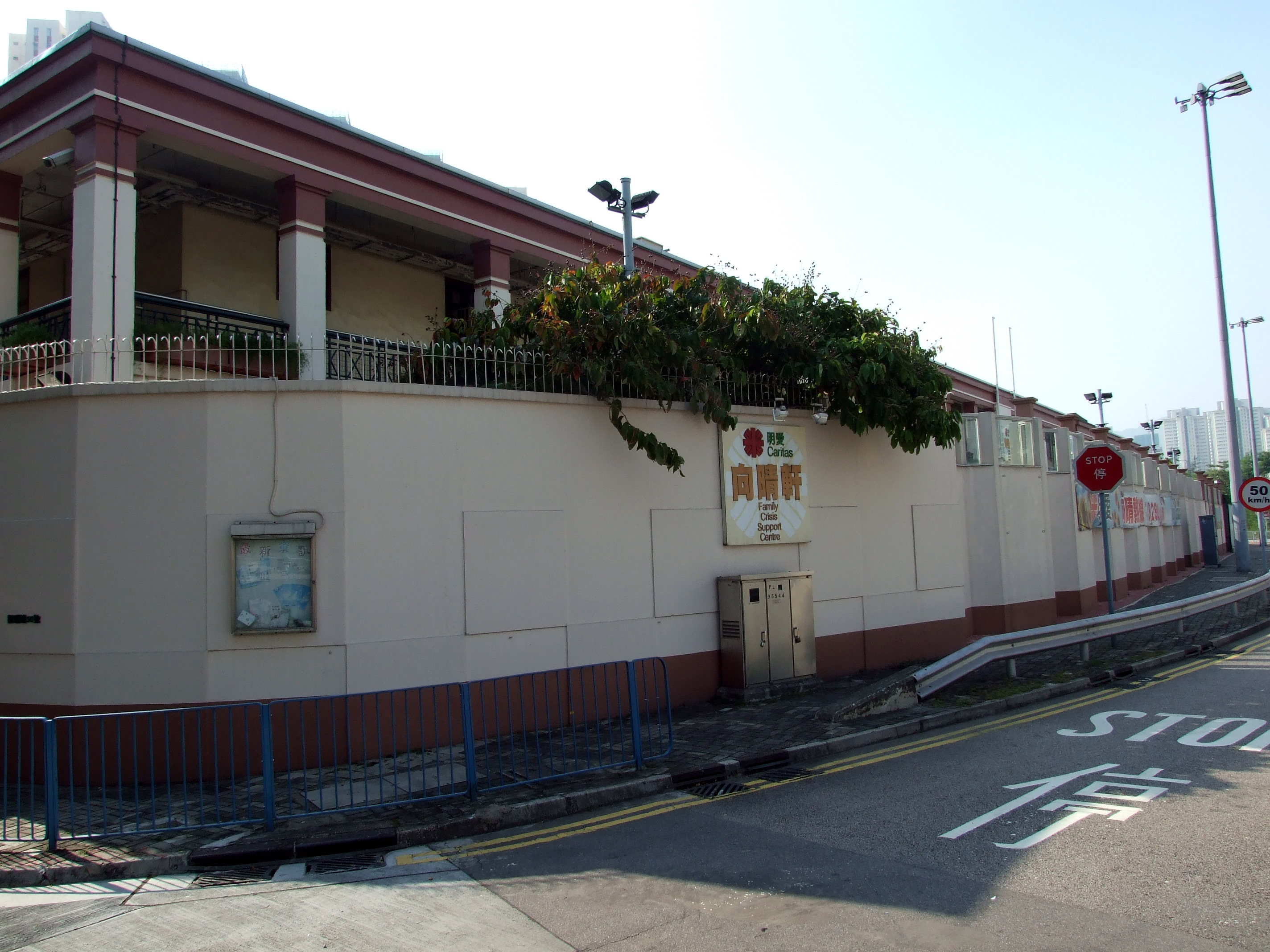
明愛向晴軒總部

向晴軒會址位於香港九龍九龍灣觀塘道50號，鄰近啟業邨，其辦事處為前皇家空軍基地總部大樓，屬於香港一級歷史建築，而該處亦曾經為啟德越南船民轉解中心。

## 服務

### 熱線
向晴熱線18288是明愛向晴軒提供各種支援輔導服務的熱線，24小時由社會工作者接聽，專門處理家庭危機，亦處理以下各項：
- 債務及理財
- 婚外情支援

此熱線在2008年4月獲得李嘉誠基金會資助，擴充熱線服務，另外設立了3條熱線，分別是：
- 小耳朵專線
- 愛情專線
- 跳出沉溺專線

### 輔導小組
向晴軒設有多個針對不同年齡及問題而提供治療的危機輔導小組，包括「男士系列」、「婚姻衝突/婚外情系列」、「緣起緣滅愛情篇」、「親子兩代情系列」及「抗逆系列」等，為入住的舍友提供小組支援。

### 住宿
向晴軒設有4個宿舍，共有40個床位，男女宿舍分開，當中男宿位約佔1/4，而女宿位約佔3/4，為到有需要的人士及家庭提供短暫緩衝避靜住宿服務，提供危機評估及輔導。

## 外部連結
- 明愛向晴軒
- 明愛向晴軒著:《危＋機》 （页面存档备份，存于）,ISBN 9789626786871